# Daniel Swedin
Daniel Johannes Svedin, född 4 april 1983 i Grängesbergs församling i Kopparbergs län, är en svensk journalist.

## Biografi
Svedin har en fil.kand. i medie- och kommunikationsvetenskap från Göteborgs universitet och har tidigare varit verksam som biträdande forskare vid SOM-institutet och som krönikör i Dalarnas Tidningar.
Svedin bidrog till Arenagruppens valanalys efter valet 2010. Mellan 2011 och 2020 var Daniel Svedin ledarskribent på Aftonbladet, men anställdes i april 2020 som talskrivare i statsminister Stefan Löfvens stab. Sedan maj 2021 är han politisk redaktör i Arbetet.
2016 och 2017 var han med på TCO:s lista över framtidens mäktigaste svenskar.